# Mečyslaǔ Hryb
Mečyslaǔ Ivanavič Hryb (in bielorusso Мечыслаў Іванавіч Грыб?, in russo Мечислав Иванович Гриб?, Mečislav Ivanovič Grib; 9 settembre 1938) è un politico bielorusso.
È stato l'undicesimo Presidente del Soviet Supremo della Bielorussia, in carica dal 28 gennaio 1994 al 10 gennaio 1996.
Ha ricoperto, ad interim, il ruolo di Presidente della Bielorussia dal 28 gennaio al 20 luglio 1994.